# Atarba apache
Atarba apache är en tvåvingeart som beskrevs av Alexander 1949. Atarba apache ingår i släktet Atarba och familjen småharkrankar. Inga underarter finns listade i Catalogue of Life.